# هایمین
هایمین (به لاتین: Haimen) یک county-level city در جمهوری خلق چین است که در نانتانگ واقع شده‌است.

## خصوصیات
هایمین ۱٬۱۴۸٫۷۷ کیلومترمربع مساحت و ۹۴۲٬۹۵۲ نفر جمعیت دارد و ۴٫۹۶ متر بالاتر از سطح دریا واقع شده‌است.